# Some Girls (film)
Some Girls è un film del 1988 diretto da Michael Hoffman.

## Trama
Michael, uno studente, rende visita alla sua fidanzata Gabriella e alla sua famiglia in Canada per le feste di Natale. Una volta lì, lei gli confessa di non essere più innamorata di lui.